# Orlando Ramón Agosti
Orlando Ramón Agosti (San Andrés de Giles, 22 agosto 1924 – Buenos Aires, 7 ottobre 1997) è stato un generale argentino.
È stato un membro del Processo di riorganizzazione nazionale che governò de facto il Paese dal 1976 al 1983 dopo il golpe che destituì la presidentessa María Estela Martínez de Perón.
Fu diplomatico negli Stati Uniti e membro della Giunta interamericana di Difesa fino al 1972.
Nel 1975 ricevette la nomina di comandante generale della Forza Aerea Argentina. Solo tre mesi dopo il tenente generale Jorge Rafael Videla e Emilio Eduardo Massera diedero vita ad un golpe militare. Nel 1979 venne sostituito alla guida dell'aviazione da Omar Graffigna.
Dopo la fine della dittatura Agosti venne condannato a quattro anni e sei mesi di carcere per otto casi di tortura e furto. Successivamente la pena venne ridotta dalla Corte Suprema di Giustizia a tre anni e nove mesi. Nel 1993 ha chiesto la restituzione del suo grado militare ma la richiesta gli è stata negata.
È stato l'unico militare ad aver scontato interamente la pena a cui è stato condannato per aver partecipato alla repressione illegale contro il popolo argentino.